# Graphania acontistis
Graphania acontistis är en fjärilsart som beskrevs av Edward Meyrick 1887. Graphania acontistis ingår i släktet Graphania och familjen nattflyn. Inga underarter finns listade i Catalogue of Life.